# عيون لا تنام (فلم)
عيون لا تنام هو فلم مصري مقتبس عن مسرحية (رغبة تحت شجرة الدردار) للأديب الأمريكي أوجين أونيل أنتج سنة 1981 م.

## ملخص الفيلم
يتزوج العجوز إبراهيم من محاسن الفتاة الفقيرة رغم اعتراض أخوته خوفا من مشاركتها لهم في الميراث، يشعر إسماعيل الأخ غير الشقيق لإبراهيم بالكراهية نحوه فقد استولى على نصيبه في قطعة الأرض التي تقع عليها الورشة والمنزل وهو يعمل لديه بالإجرة مع أخويه. يتبادل كل من إسماعيل ومحاسن الحيل لإثارة المشاكل للآخر. يلفق إسماعيل لمحاسن تهمة سرقة إبراهيم، يعتدى عليها زوجها بالضرب فتتحرك مشاعر إسماعيل نحوها ويعترف بجريمته فيطرده إبراهيم من عمله بالورشة. تبادل محاسن إسماعيل مشاعر الحب وتتورط في علاقتها معه. يتفقان على الزواج إذا ما استطاعت الحصول على الطلاق من إبراهيم وعندما تكتشف محاسن أنها حامل نتيجة علاقتها بإسماعيل يطلب منها أن تستمر مع إبراهيم، حتى يضمن أن الورشة ستئول لابنه وبذلك يعود حقه الضائع وتثور عليه محاسن لانانيته، وفي موعد الولادة يكتشف الطبيب أن حياة محاسن في خطر فيطلب من إبراهيم أن يختار بين الأم والجنين فيفضل الجنين. يثور عليه إسماعيل ويقتله، تموت محاسن بعد الولادة ويتم القبض على إسماعيل.

## طاقم العمل
- الإخراج: رأفت الميهى (إخراج) / ماهر السيسى (مساعد مخرج)
- التأليف: رأفت الميهى (سيناريو وحوار)
- تاريخ الإصدار: 5 أكتوبر 1981 م
- فريد شوقي (إبراهيم)
- مديحة كامل (محاسن)
- أحمد زكي (إسماعيل)
- سعاد عبد الله (سميحه)
- علي الشريف (سعد)
- نعيمة الصغير (ام البتعة)
- وفيق فهمي (حسنين)
- نزار السامرائي (سليم)
- أحمد حجازى

## روابط خارجية
- مقالات تستعمل روابط فنية بلا صلة مع ويكي بيانات